# August 1990
Acest articol este generat integral pe baza informațiilor din articolul 1990 și este actualizat periodic de un robot.
 Editările făcute în articol vor fi șterse la următoarea actualizare! Dacă doriți să faceți modificări, editați articolul-sursă.

ianuarie -
februarie -
martie -
aprilie -
mai -
iunie -
iulie -
august -
septembrie -
octombrie -
noiembrie -
decembrie
August 1990 a fost a opta lună a anului și a început într-o zi de miercuri.

## Evenimente

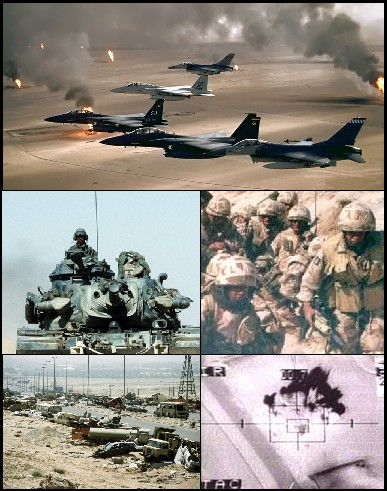
2 august: Începutul Războiului din Golf

- 1 august: România preia președinția Consiliului de Securitate al ONU.
- 2 august: Invadarea Kuweit-ului de către Irak. Începe Primul Război din Golf (se încheie pe 28 februarie 1991).
- 6 august: Organizația Națiunilor Unite decretează un embargou împotriva Irakului și autorizează, la 25 august 1990, recurgerea la forță împotriva regimului de la Bagdad.
- 19 august: Leonard Bernstein dirijează ultimul său concert, sfârșind cu Simfonia nr. 7 de Ludwig van Beethoven.
- 27 august: Republica Moldova își declară independența față de Uniunea Sovietică.

## Nașteri
Denis Rusu, fotbalist moldovean
Alexandru Popa, politician
Oana Moșneagu, actriță română
Vladimír Darida, fotbalist ceh
Lucas Till, actor american
Wissam Ben Yedder, fotbalist francez
Mario Balotelli, jucător italian de fotbal
Nyusha, cântăreață rusă
Jennifer Lawrence, actriță americană
Artur Ioniță, fotbalist moldovean
Gabriel Enache, fotbalist român
Joseph Polossifakis, scrimer canadian
Andreas Mies, jucător de tenis german
Ali Pakdaman, scrimer iranian
Patrik Lázár, fotbalist maghiar
Aras Bulut İynemli, actor turc
Irina-Camelia Begu, jucătoare română de tenis
Mateo Musacchio, fotbalist argentinian
William Bermudez, fotbalist columbian
Luuk de Jong, fotbalist olandez
Bojan Krkić, fotbalist spaniol
Rossella Gregorio, scrimeră italiană

## Decese
Robert Krieps, 67 ani, politician luxemburghez (n. 1922)
Adonias Filho, 74 ani, romancier brazilian (n. 1915)
Thomas Dunne, 64 ani, politician irlandez (n. 1926)
Zorica Lațcu, 73 ani, poetă română (n. 1917)
Béla Abody, 59 ani, scriitor, critic literar, traducător, redactor maghiar (n. 1931)
Alexandru Cerna-Rădulescu, 70 ani, poet român (n. 1920)
Harold Masursky, 67 ani, astronom american (n. 1922)
Nicu Stan, 59 ani, cinematograf român (n. 1931)
Morley Callaghan (Edward Morley Callaghan), 87 ani, scriitor canadian (n. 1903)
David Hampshire, 72 ani, pilot britanic de Formula 1 (n. 1917)
Mário Pinto de Andrade (Mário Coelho Pinto de Andrade), 62 ani, politician angolez (n. 1928)